# Helo
Helo is een Duits historisch merk van motorfietsen.
De bedrijfsnaam was: Helo Kraftfahrzeugbau Lammatzsch, Berlin.
Helo was eigenlijk een schoolvoorbeeld van de honderden Duitse motorfietsmerkjes die in 1923 op de markt kwamen en in 1925 weer verdwenen.
Er was na de Eerste Wereldoorlog behoefte aan goedkope, lichte motorfietsjes, een vraag die nog toenam toen de Duitse economie begin jaren twintig instortte. Zoals gezegd sprongen honderden bedrijfjes op de vraag in en om de prijs te drukken besloot men meestal geen eigen motor te ontwikkelen, maar te kiezen voor goedkope inbouwmotoren van andere producenten. Samen met minstens 25 concurrenten koos Helo voor de 120- en 147cc-Bekamo-tweetaktmotoren van Hugo Ruppe. Ruppe had een goede naam, hij had samen met zijn vader een eigen automerk gehad en had aan de basis gestaan van DKW.
Op deze manier ontstond een enorme concurrentie en was het voor weinig merken mogelijk een marktoverwicht of zelfs een dealernetwerk op te bouwen. Zo waren er alleen in Berlijn al tientallen motorfietsmerken, waartegen Helo moest concurreren. In 1925 stortte de markt dan ook ineen en verdwenen in Duitsland ruim 150 van deze kleine merken, waaronder Helo.